# Gare des Gobelins
Gare des Gobelins (česky doslovně Nádraží Gobelínů) je zrušená železniční stanice v Paříži ve 13. obvodu. Nádraží bylo v provozu v letech 1903–1996. Nachází se pod obytnou čtvrtí Les Olympiades, která byla postavena v 70. letech, a která je dnes součástí pařížské asijské čtvrti. Název nádraží je odvozen od jména pro 13. obvod podle pařížské manufaktury na výrobu tapiserií.

## Historie
Zprovoznění nádraží v roce 1903 předcházela dlouhá doba. Už v roce 1880 zaslaly zdejší továrny a podniky žádost o zřízení nádraží na trati Petite Ceinture kvůli snadné přepravě zboží. První projekt pocházel z roku 1882, ale byl odmítnut stejně jako plán z roku 1890, neboť se stát odmítl podílet na nákladech.
Město Paříž mělo zájem na vytvoření překladového nádraží v průmyslové oblasti, kde zůstávalo stále dostatek volného prostoru pro vznik nových podniků a továren a v roce 1892 věnovalo pozemky na jeho výstavbu. Tím mohla železniční společnost kompenzovat absenci státních dotací. Stanice byla 19. března 1897 určena také pro osobní dopravu a nádraží bylo otevřeno 15. května 1903.
Nádražní budova byla stržena a znovu vybudována pod základy výškových budov umístěných na velké betonové desce. Trať byla vedena v tunelu a k nádraží byla podzemím vedena silnice pro nákladní vozy. Nad nádražím vznikla v rámci stavební operace Italie 13 obytná čtvrť Les Olympiades.
Dne 1. října 1991 byla stanice Gobelins opět zprovozněna pro osobní dopravu a byla zde zrušena doprava nákladní. V roce 1996 byla železniční doprava zcela zrušena.